# Norwood (Illinois)
Norwood es una villa ubicada en el condado de Peoria en el estado estadounidense de Illinois. En el Censo de 2010 tenía una población de 478 habitantes y una densidad poblacional de 640,82 personas por km².

## Geografía
Norwood se encuentra ubicada en las coordenadas 40°42′27″N 89°42′2″O / 40.70750, -89.70056. Según la Oficina del Censo de los Estados Unidos, Norwood tiene una superficie total de 0.75 km², de la cual 0.75 km² corresponden a tierra firme y (0%) 0 km² es agua.

## Demografía
Según el censo de 2010, había 478 personas residiendo en Norwood. La densidad de población era de 640,82 hab./km². De los 478 habitantes, Norwood estaba compuesto por el 96.86% blancos, el 0.21% eran afroamericanos, el 0.84% eran amerindios, el 0.42% eran asiáticos, el 0% eran isleños del Pacífico, el 0% eran de otras razas y el 1.67% pertenecían a dos o más razas. Del total de la población el 0.84% eran hispanos o latinos de cualquier raza.